# Єлизавето-Миколаївка
Єлизаве́то-Микола́ївка — село Амвросіївської міської громади Донецького району Донецької області, Україна.

## Загальні відомості
Відстань до райцентру становить близько 17 км і проходить автошляхом Т 0509.
Унаслідок російської військової агресії із серпня 2014 р. Єлизавето-Миколаївка перебуває на території ОРДЛО.
Село постраждало внаслідок геноциду українського народу, вчиненого урядом СРСР у 1932—1933 роках, кількість встановлених жертв — 99 людей.

## Населення
За даними перепису 2001 року населення села становило 772 особи, з них 93,52 % зазначили рідною мову українську, 6,35 % — російську та 0,13 % — білоруську мову.